# Carl Tranchell
Carl Tranchell, född 30 januari 1849 i Göteborg, död 11 januari 1919 på Örenäs slott utanför Landskrona, var en svensk ingenjör och industriman. Han var son till Justus Fredrik Tranchell (1818–1883) och efterträdde fadern som vd i Skånska Sockerfabriks AB.
Tranchell var elev vid Teknologiska institutet 1866–1869 och företog därefter en studieresa till Tyskland, där han vid sockerfabriken i Irxleben under ledning av en av dåtidens främsta sockertekniker, Schulz, ingående studerade betsockerfabrikationen. Efter återkomsten till Sverige fick han i uppdrag att anlägga en sockerfabrik i Halmstad, vars chef han blev, men återkallades 1872 av fadern till Landskrona som teknisk ledare för Landskronafabrikerna.
Tranchell blev nu den svenska sockerindustrins märkesman och ledande kraft inte bara genom framstående teknisk skicklighet, utan även genom sällsynt organisationsförmåga och klok framsynthet. På hans initiativ uppstod det ena skånska sockerbruket efter det andra, och inspirerade av dessas framgång anlades av raffinaderierna i bland annat Göteborg och Stockholm nya fabriker runt om i Skåne. Den härigenom skärpta eller befarade konkurrensen förde snart till tanken på sammanslutning, varvid Tranchell från början tog ledningen. Sedan först en pris- och avsättningskartell i slutet av 1890-talet bildats av flertalet skånska fabriker, togs steget fullt ut 1907 genom bildandet av Svenska sockerfabriksaktiebolaget, den samtliga svenska sockerfabriker utom två omfattande "sockertrusten", vars verkställande direktör och styrelseordförande Tranchell var till 1916, då han av hälsoskäl drog sig tillbaka till sin egendom Örenäs norr om Landskrona. Tranchells insatser för den svenska sockerindustrins utveckling och för betodlingens tillväxt särskilt i Skåne är betydande. Som ett erkännande av Tranchells insats valdes han 1912 till ledamot av Lantbruksakademien. 
Förutom sina åtaganden i den privata sektorn som företagsledare var Tranchell under sin Landskronatid ordförande i drätselkammare och stadsfullmäktige samt ordförande eller styrelseledamot i en stor mängd enskilda affärsföretag av olika art, fabriks-, bank- och järnvägsbolag. Han var också styrelseledamot och från 1915 ordförande i Sveriges industriförbund. 
Carl Trachell var far till tvillingarna Carl Fredrik Tranchell och Harry Tranchell.
Den förre blev efter fadern verkställande direktör för Svenska Sockerfabriks AB.
Fick en minnessten år 2013 på Landskronas Walk of Fame som då invigdes av Sveriges kung Carl XVI Gustaf.